# Mas Verai
Mas Verai – miejscowość w Hiszpanii, w Katalonii, w prowincji Girona, w comarce Gironès, w gminie Celrà.
Według danych INE z 2004 roku miejscowość zamieszkiwało 26 osób.